# Parasigalia
Parasigalia es un género de foraminífero planctónico de la Subfamilia Heterohelicinae, de la Familia Heterohelicidae, de la Superfamilia Heterohelicoidea, del Suborden Globigerinina y del Orden Globigerinida. Su especie-tipo es Heterohelix carinata. Su rango cronoestratigráfico abarcaba desde el Coniaciense hasta el Santoniense (Cretácico superior).

## Discusión
Clasificaciones posteriores han incluido Parasigalia en el Orden Heterohelicida.

## Clasificación
Parasigalia incluye a las siguientes especies:
- Parasigalia carinata †
- Parasigalia lanceolata †
- Parasigalia pachymarginata †